# Тишина (фильм, 2016, США)
«Тишина» (англ. Hush) — американский художественный фильм 2016 года в жанре психологического триллера режиссёра Майка Флэнагана, рассказывающий о нападении убийцы в маске на глухонемую девушку, проживающую в загородном доме в лесу. Сценарий фильма был написан совместно Флэнаганом и его подругой (впоследствии женой) Кейт Сигел, исполнившей в фильме главную роль.
Премьера фильма состоялась на кинофестивале South by Southwest 12 марта 2016 года.Ранее права на распространение фильма выкупила компания Netflix, которая показала фильм 8 апреля 2016 года.
Фильм получил высокие оценки критиков: так, в 2016 году его положительная оценка на агрегаторе Rotten Tomatoes составляла 100%.

## Сюжет
Мэдди Янг, потерявшая слух и голос в 13 лет, — успешная молодая писательница. После размолвки с парнем она уже год живёт одна в загородном доме в лесу. Однажды вечером, когда Мэдди готовит ужин, её заходит навестить соседка Сара, которая делится впечатлениями о последней книге Мэдди. Затем, когда уже стемнело, Сара уходит, однако спустя некоторое время она с криком прибегает к дверям дома, прося пустить её внутрь, однако Мэдди, которая убирается на кухне, её не слышит. В Сару стреляет из арбалета, а потом добивает ножом её преследователь в белой маске. Он понимает, что Мэдди ничего не слышит.
Пока Мэдди сидит за компьютером, убийца незаметно берёт её мобильный телефон и делает несколько снимков, которые отправляет по интернету самой Мэдди. Поняв, что за ней следят, Мэдди замечает за дверью человека в маске и закрывает все двери и окна. Она хочет послать просьбу о помощи через интернет, но убийца снаружи отрубает электричество в доме. Он также прокалывает ножом колёса машины, стоящей во дворе. Испуганная Мэдди пишет помадой на стеклянной двери, что она никому ничего не скажет и не видела лица нападавшего, на что тот снимает маску и говорит, что войдёт и убьёт её, когда она сама захочет смерти. Позже он подходит с трупом Сары к окну комнаты и стучит по стеклу рукой Сары, давая Мэдди понять, что её подруга мертва.
Мэдди в ужасе мечется по дому, пока мужчина ходит снаружи с арбалетом. Затем она вспоминает, что у Сары в джинсах должен быть мобильный телефон. Она открывает окно и пытается дотянуться до телефона, но не находит его. Её чуть не настигает убийца, которому она повреждает руку молотком. Через некоторое время Мэдди выбирается из дома и хочет убежать в лес, но убийца стреляет в неё из арбалета и она опять возвращается в дом. Затем она пытается спуститься с крыши, однако убийца ранит её стрелой в ногу. Когда он сам лезет по решётке на крышу, Мэдди удаётся выхватить его арбалет и снова запереться в доме. Она перетягивает рану, но понимает, что y неё сильная потеря крови и бежать теперь она не может.
Тем временем к дому Мэдди подходит Джон, бойфренд Сары, который разыскивает её. Он встречает убийцу, который выдаёт себя за полицейского, приехавшего на вызов. Когда Джон оборачивается на стук Мэдди из-за двери, убийца прокалывает ему горло. Из последних сил Джон борется с убийцей, однако умирает от потери крови. Мэдди удаётся зарядить арбалет и она выходит из дома, стреляя в убийцу и раня его в плечо. Она не успевает скрыться, и он зажимает её руку дверью, ломая ей пальцы. Вытащив руку и закрывшись, Мэдди понимает, что у неё остаётся только один выход — убить своего преследователя. При этом она с трудом передвигается и от потери крови плохо видит. Когда убийца проникает в дом, она ранит его ножом в ногу, а затем ослепляет спреем против насекомых и оглушает пожарной сиреной. Убийца набрасывается на Мэдди и душит её, но из последних сил ей удаётся дотянуться до штопора и вонзить его в горло мужчины.
Придя в себя, Мэдди достаёт из кармана убийцы свой телефон, набирает 9-1-1, выходит на крыльцо и ждёт приезда полиции.

## В ролях
- Кейт Сигел — Мэдди Янг
- Джон Галлахер-младший — убийца
- Саманта Слойан — Сара
- Майкл Трукко — Джон
- Эмилия Грейвз — Макс

## Критика
На агрегаторе Rotten Tomatoes фильм имеет степень одобрения 92% на основе 24 рецензий; общая оценка составляет 7,6 баллов из 10. На Metacritic фильм получил 67 баллов из 100 на основе 7 рецензий.
Фильм упомянул в своём твиттере писатель Стивен Кинг: 20 апреля 2016 года он написал «Хороша ли „Тишина“? На уровне „Хеллоуина“ или даже скорее „Дождись темноты“. Вцепитесь в подлокотники от страха. На Netflix» («How good is Hush? Up there with Halloween and, even more, Wait Until Dark. White knuckle time. On Netflix».